# Allobaccha nitidithorax
Allobaccha nitidithorax är en tvåvingeart som först beskrevs av Charles Howard Curran 1929.  Allobaccha nitidithorax ingår i släktet Allobaccha och familjen blomflugor.
Artens utbredningsområde är Kongo. Inga underarter finns listade i Catalogue of Life.